# Eiji Aonuma
Eiji Onozuka (小野塚 英二) (Nagoya, Japón, 16 de marzo de 1963), conocido profesionalmente como Eiji Aonuma (青沼 英二), es un director y productor de videojuegos japonés, famoso por ser en la actualidad el máximo responsable de la saga The Legend of Zelda.

## Biografía
Eiji Aonuma nació en la ciudad de Nagoya el 16 de marzo de 1963. Se licenció en diseño en la Universidad Nacional de Bellas Artes y Música de Tokio en 1988, momento en el cual se incorpora a la plantilla de Nintendo gracias a una serie de marionetas articuladas que presentó ante la junta de la compañía como muestra de su trabajo. 
Eiji Aonuma empezó a desempeñar labores de mayor importancia en Nintendo a partir de 1996, cuando colaboró como diseñador gráfico en el desarrollo de Marvelous, Another Treasure Island, juego que solo vio la luz en tierras japonesas. A pesar del poco éxito de este, Aonuma persistió en su trabajo y pronto fue solicitado para trabajar en el desarrollo de títulos para la consola Nintendo 64.
Tras varias actuaciones como director de progreso y supervisor en GoldenEye 007 o Blast Corps, su oportunidad de oro llegó cuando tuvo la oportunidad de trabajar cerca de Shigeru Miyamoto como director de The Legend of Zelda: Ocarina of Time.
A Miyamoto le gustó tanto su trabajo y entusiasmo que, desde entonces y junto a él, Aonuma es el productor y máximo responsable de la saga The Legend of Zelda.
Tras The Legend of Zelda: Ocarina of Time, The Legend of Zelda: Majora's Mask y The Legend of Zelda: The Wind Waker fueron sus primeros trabajos con un puesto de alta responsabilidad dentro de la serie Zelda.

## Curiosidades
Eiji Aonuma es un gran aficionado al título de la franquicia The Legend of Zelda.

## Juegos en los que ha participado
- 1996 - Marvelous: Mouhitotsu no Takarajim (Diseñador gráfico)
- 1996 - Pilotwings 64 (Agradecimientos)
- 1997 - Blast Corps (Supervisor)
- 1997 - GoldenEye 007 (Director de Progreso)
- 1998 - The Legend of Zelda: Ocarina of Time (Director)
- 2000 - The Legend of Zelda: Majora's Mask (Productor y director)
- 2002 - The Legend of Zelda: The Wind Waker (Productor y director)
- 2004 - The Legend of Zelda: The Minish Cap (Supervisor)
- 2004 - The Legend of Zelda: Four Swords Adventures (Productor)
- 2006 - The Legend of Zelda: Twilight Princess (Director)
- 2007 - The Legend of Zelda: Phantom Hourglass (Productor)
- 2009 - The Legend of Zelda: Spirit Tracks (Productor)
- 2011 - The Legend of Zelda: Skyward Sword (Productor)
- 2013 - The Legend of Zelda: The Wind Waker HD (Productor y director)
- 2013 - The Legend of Zelda: A Link Between Worlds (Productor)
- 2014 - Hyrule Warriors (Supervisor)
- 2015 - The Legend of Zelda: Tri Force Heroes (Productor)
- 2016 - Hyrule Warriors Legends  (Supervisor)
- 2017 - The Legend of Zelda: Breath of the Wild (Productor)[2]
- 2023 - The Legend of Zelda: Tears of the Kingdom (Productor)[3]